# SpaceX Starship
Starship je višekratno upotrebljiva raketa-nosač koju razvija američka privatna svemirska tvrtka SpaceX. Sastoji se od prvog stupnja zvanog Super Heavy i drugog stupnja zvanog Starship. Oba stupnja izrađena su od nehrđajućeg čelika i dizajnirana su da drže tekući kisik i tekući metan. Tijekom polijetanja, 33 raketna motora Raptor montirana pod "Super Heavy" proizvode 72 MN potiska, dvostruko više od rakete Saturn V. Starship može lansirati više od 100 metričkih tona korisnog tereta u nisku Zemljinu orbitu ili na Mjesec i Mars nakon dopunjavanja gorivom iz drugih Starship raketa.